# آب‌نبات‌چوبی مرغ
آب‌نبات‌چوبی مرغ (انگلیسی: Chicken lollipop) یک پیش‌غذا محبوب مرغ سوخاری هندی است. آب‌نبات‌چوبی مرغ، اساساً یک بال مرغ فرانسوی است، که در آن گوشت از انتهای استخوان جدا شده و به سمت پایین فشار داده می‌شود و ظاهر آب نبات چوبی ایجاد می‌کند.

## دستور آشپزی
دستور غذاها در افراد مختلف متفاوت است. با این حال، بسیاری با استفاده از بخش میانی بال یا ران مرغ شروع می‌کنند. قسمت میانی یکی از دو استخوان را جدا می‌کند و گوشت روی قسمت‌ها به یک انتهای استخوان رانده می‌شود. سپس آنها را در یک خمیرابه قرمز تند که مواد اصلی آن شامل پودر چیلی و زردچوبه است می‌پوشانند. سپس مرغ روکش شده به مدت چند ساعت خوابانده می‌شود. مرغ مزه‌دار شده معمولاً در روغن سرخ می‌شود، اما یکی دیگر از گزینه‌های شناخته شده شامل تنوری کردن است. استخوانی بیرون زده‌است را گاهی در ورق آلومینیومی می‌پیچند.